# .ph
Pour les articles homonymes, voir PH (homonymie).

Attribution de l'espace d'adressage IPv4 (Philippines).

.ph est le domaine de premier niveau national (country code top level domain : ccTLD) réservé aux Philippines.